# Pas dels Lladres (Abella de la Conca)
El Pas dels Lladres és una collada situada a 1.071,3 metres d'altitud, en el terme municipal d'Abella de la Conca, a la comarca del Pallars Jussà.
És al damunt del poble mateix, al seu nord-oest, damunt de la Roca dels Arços i de lo Forn de les Olles.